# Seznam LGBT dnů viditelnosti
Následující seznam informuje o dnech či týdnech, kdy se jedinci z LGBTQ+ snaží informovat o své odlišné romantické či sexuální orientaci, či jiném genderu.
| Jméno                                                    | Datum                                | Rok prvního konání | Poznámka |
| únor                                                     | únor                                 | únor               | únor |
| -------------------------------------------------------- | ------------------------------------ | ------------------ | --- |
| Měsíc LGBT historie (UK)                                 | únor                                 | 2005               | |
| Týden povědomí o aromantismu                             | První týden začínající po 14. únoru. | 2014               | Tento týden se snaží zviditelnit aromantiky, aromantičky, jejich životní zkušenost a potíže v každodenním životě. |
| březen                                                   |                                      |                    | |
| Měsíc povědomí o zdraví bisexuálů                        | březen                               | 2014               | Na sociálních sítích lze jeho průběh sledovat pomocí hashtagu #BiHealthMonth. Tento měsíc se snaží zvýšit povědomí o rozdílech v ekonomické, sociální a zejména zdravotní rovině. Snaží se poskytnout zdroje a metody, jak zvýšit životní úroveň bisexuálů. |
| Den nulové diskriminace                                  | 1. března                            | 2014               | Den, kdy je zakázáno se pohoršovat či diskriminovat osoby s AIDS, jinou než heterosexuální orientací, či jiným než cis genderem. |
| Mezinárodní den viditelnosti transgender osob            | 31. března                           | 2009               | Zviditelnění transgender osob, jejich identit a slavných trans osob, které pomohli tomuto tématu a transgender právům. |
| duben                                                    |                                      |                    | |
| Den mlčení                                               | duben                                | 1996               | Datum je každý rok jiné, ale tento den se vždy snaží poukázat na to, jak anti-LGBT rétorika a předsudky umlčují queer osoby. |
| Den viditelnosti leseb                                   | 26. dubna                            | 2008               | Den oslavující lesby, který se je snaží zviditelnit. |
| květen                                                   |                                      |                    | |
| Mezinárodní den proti homofobii, transphobii a biphobii. | 17. května                           | 2005               | Tento den se snaží poukázat na násilí, diskriminaci, zneužívání a utlačování LGBT osob celosvětově. |
| Den Harveyho Milka                                       | 22. května                           | 2010               | Oslavuje narození politika Harveyho Milka, který byl zavražděn. Tento den se slaví zejména v jeho rodné Kalifornii.- |
| Irské referendum o manželství                            | 22. května                           | 2015               | Irsko se stalo první zemí, která pomocí referenda zavedla stejnopohlavní manželství. |
| Den povědomí o pansexualitě a panromantismu              | 24. května                           | 2015               | Tento týden se snaží zviditelnit panromantiky a pansexuály. |
| červen                                                   |                                      |                    | |
| Měsíc LGBT hrdosti                                       | červen                               |                    | Na památku Stonewallských nepokojů se v červnu slaví měsíc hrdosti. V tomto měsíci bylo v USA legalizováno manželství stejnopohlavních párů. |
| Noc vzpomínky na Pulse Club                              | 12. června                           | 2017               | Den vzpomínky na 49 mrtvých LGBT žen a mužů, kteří byli postříleni v nočním clubu Pulse v Orlandu. |
| Výročí Stonewallských nepokojů                           | 28. června                           |                    | Den vzpomínky na Stonewallské nepokoje, které jsou pokládány za počátek boje za práva LGBT osob a průvodů hrdosti. |
| červenec                                                 |                                      |                    | |
| Týden viditelnosti nebinárních lidí                      | 12. července                         | 2020               | Tento týden se snaží zviditelnit nebinární osoby, jejich životní zkušenost a potíže v každodenním životě. Založen Jayem Genesisem, gndrqr98 na Twitteru. |
| Mezinárodní den nebinárních lidí                         | 14. července                         | 2012               | Toto datum bylo zvoleno, protože se nachází mezi Mezinárodním dnem mužů a Mezinárodním dnem žen. |
| Nebinární týden                                          | Týden zahrnující 14. července        | 2020               | Tento týden se snaží zviditelnit nebinární osoby, jejich životní zkušenost a potíže v každodenním životě.. |
| srpen                                                    |                                      |                    | |
| Den fialové                                              | poslední pátek v srpnu               | 2010               | Den viditelnosti mladých LGBT osob, zejména v Austrálii. |
| září                                                     |                                      |                    | |
| Týden povědomí o bisexualitě                             | Týden zahrnující 23. září.           | 2014               | Někdy je tento týden nazýván i BiWeek, nebo Týden viditelnosti bisexuality+. |
| Den oslavy bisexuality                                   | 23. září                             | 1999               | Také znám jako Den bisexuální hrdosti. |
| říjen                                                    |                                      |                    | |
| Měsíc LGBT historie (USA a Kanada)                       | říjen                                | 1994               | Tento měsíc byl oficiálně vyhlášen americkým prezidentem Barackem Obamou v roce 2009, poprvé byl ale slaven v říjnu 1994. Cílem je vzdělávat a informovat o historii LGBT komunity a LGBT osob.                                                             |
| Den síly                                                 | říjen                                | 2010               | Den podpory LGBTQ mladistvých, kteří jsou oběťmi šikany a vzpomínky na ty z nich, kteří byli dohnáni k sebevraždě. |
| Mezinárodní den leseb                                    | 8. října                             | 1990               | Oslava leseb a lesbické kultury, nejvíce slaven na Novém Zélandu a v Austrálii. |
| Mezinárodní den coming outu                              | 11. října                            | 1988               | |
| Mezinárodní den zájmen                                   | Třetí středa v říjnu                 | 2018               | Každoroční událost snažící se udělat diskuzi a konverzace o zájmenech denním chlebem. |
| Týden povědomí o asexualitě                              | Poslední celý týden v říjnu          | 2010               | Týden zviditelňující osoby na asexuálním spektru. |
| Den povědomí o intersexuálních osobách                   | 26. října                            | 1996               | Slaveno v říjnu, kdy se konal první intersexuální protest v Bostonu. |
| listopad                                                 |                                      |                    | |
| Památný den intersexuality(Den intersexuální solidarity) | 8. listopadu                         |                    | Den narození Herculine Barbin |
| Den transgender rodičů                                   | první sobota v listopadu             | 2009               | Den oslavující život a lásku mezi transgender rodiči a jejich cis dětmi, stejně jako mezi cis rodiči a jejich transgender dětmi. |
| Týden povědomí o transgender osobách                     | druhý týden v listopadu              |                    | Týden snažící se rozšiřovat osvětu o transgender a nebinárních osobách. |
| Den památky obětí transfobie                             | 20. listopadu                        | 1999               | Den vzpomínky na ty, kteří byli zavražděni z důvodu transphobie. |
| prosinec                                                 |                                      |                    | |
| Světový den AIDS                                         | 1. prosince                          | 1988               | |